# Herman Schnetzky

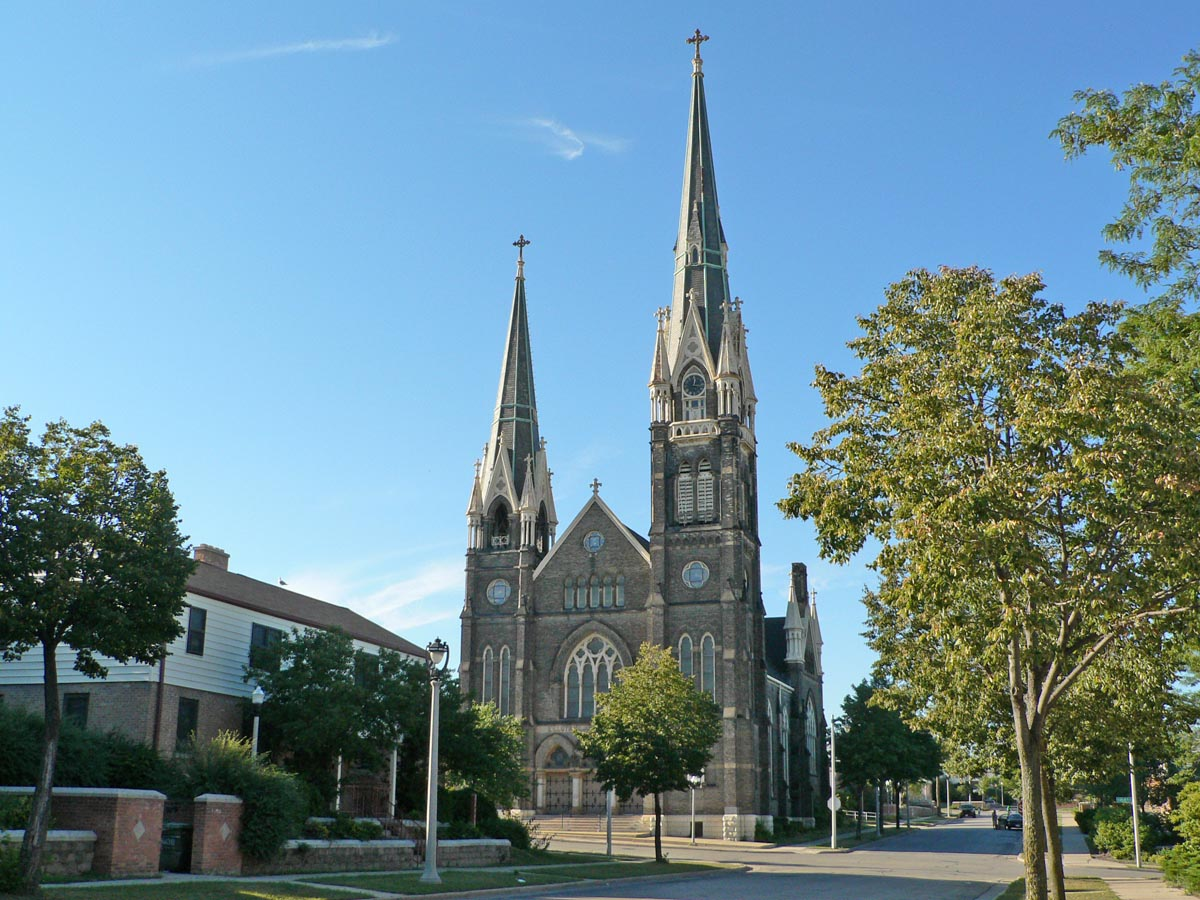
St. John’s Evangelical Lutheran Church in Milwaukee

Herman Paul Schnetzky, auch H.P. Schnetzky (* 1850 in Wriezen, Königreich Preußen; † 21. Februar 1916 in Milwaukee) war ein deutschamerikanischer Architekt.

## Privatleben
Herman Schnetzky war der Sohn von Ludwig Schnetzky und Louise Kranitz und kam im Alter von 18 Jahren in die Vereinigten Staaten.
Am 5. September 1876 heiratete Schnetzky in Milwaukee Marie Louise Knab, das Paar bekam zwei Söhne. Sein Sohn Hugo W. Schnetsky war später Präsident der Wisconsin Motor Manufacturing Company.

## Karriere als Architekt
Ab 1869 arbeitete er als Zeichner mit dem Architekten George Mygatt, später half er Henry Koch bei den Entwürfen der ersten Schulgebäude. 1887 wurde die Greenfield School nach eigenen Entwürfen Schnetskys gebaut. Das Gebäude im romanischen Baustil wurde 2005 ins Register der nationalen historischen Bauten aufgenommen.
Zu den bedeutendsten Bauten Schnetzkys zählen die Gebäude des Komplexes der St. John’s Evangelical Lutheran Church (1889 bis 1890, mit Johann Langenberger). Ab 1887 arbeitete Schnetkzy gemeinsam mit Eugene Liebert, von 1891 bis 1896 als Partner in „Schnetzky and Liebert“. In dieser Zeit entstanden unter anderem die St. Michaels Church (1892) sowie das Germania Building (1896), die heute Landmarken von Milwaukee sind. 1912 wurde Schnetzky als Mitglied in das American Institute of Architects aufgenommen.